# Роман Граборенко
Роман Андрејевич Граборенко (рус. Роман Андреевич Граборенко — Могиљов, 24. август 1992) професионални је белоруски хокејаш на леду који игра на позицијама одбрамбеног играча.
Члан је сениорске репрезентације Белорусије за коју је на међународној сцени дебитовао на светском првенству 2014. године. 